# Kevin Lankford
Kevin Lankford (Heidenheim an der Brenz, 16 novembre 1998) è un calciatore tedesco naturalizzato statunitense, attaccante del BFC Dynamo.

## Caratteristiche tecniche
È un'ala mancina.

## Carriera
Cresciuto nel settore giovanile dell'Heidenheim, debutta in prima squadra il 12 marzo 2017 in occasione dell'incontro di 2. Fußball-Bundesliga pareggiato 1-1 contro il Kaiserslautern. Il 19 agosto 2018 trova la sua prima rete segnando al 92' il gol del definitivo 5-2 contro il Jeddeloh in DFB-Pokal. Il 29 gennaio 2019 viene ceduto a titolo definitivo al St. Pauli.

## Statistiche
Statistiche aggiornate al 20 dicembre 2020.

### Presenze e reti nei club
| Stagione        | Squadra         | Campionato      | Campionato | Campionato | Coppe nazionali | Coppe nazionali | Coppe nazionali | Coppe continentali | Coppe continentali | Coppe continentali | Altre coppe | Altre coppe | Altre coppe | Totale | Totale | Totale |
| Stagione        | Squadra         | Comp            | Pres       | Reti       | Comp            | Pres            | Reti            | Comp               | Pres               | Reti               | Comp        | Pres        | Reti        | Pres   | Reti   |        |
| --------------- | --------------- | --------------- | ---------- | ---------- | --------------- | --------------- | --------------- | ------------------ | ------------------ | ------------------ | ----------- | ----------- | ----------- | ------ | ------ | ------ |
| 2016-2017       | Heidenheim      | 2L              | 10         | 0          | CG              | 0               | 0               |                    | -                  | -                  |             | -           | -           | 10     | 0      |        |
| 2017-2018       | Heidenheim      | 2L              | 14         | 0          | CG              | 1               | 0               |                    | -                  | -                  |             | -           | -           | 15     | 0      |        |
| 2018-2019       | Heidenheim      | 2L              | 6          | 0          | CG              | 1               | 1               |                    | -                  | -                  |             | -           | -           | 7      | 1      |        |
| 2018-2019       | St. Pauli II    | RL              | 3          | 0          |                 | -               | -               |                    | -                  | -                  |             | -           | -           | 3      | 0      |        |
| 2019-2020       | St. Pauli II    | RL              | 3          | 2          |                 | -               | -               |                    | -                  | -                  |             | -           | -           | 3      | 2      |        |
| 2020-2021       | St. Pauli II    | RL              | 1          | 1          |                 | -               | -               |                    | -                  | -                  |             | -           | -           | 1      | 1      |        |
| 2018-2019       | St. Pauli       | 2L              | 5          | 0          | CG              | 0               | 0               |                    | -                  | -                  |             | -           | -           | 5      | 0      |        |
| 2019-2020       | St. Pauli       | 2L              | 7          | 0          | CG              | 1               | 0               |                    | -                  | -                  |             | -           | -           | 8      | 0      |        |
| 2020-2021       | St. Pauli       | 2L              | 8          | 0          | CG              | 0               | 0               |                    | -                  | -                  |             | -           | -           | 8      | 0      |        |
| Totale carriera | Totale carriera | Totale carriera | 57         | 3          |                 | 3               | 1               |                    | -                  | -                  |             | -           | -           | 60     | 4      |        |